# John W. Griggs

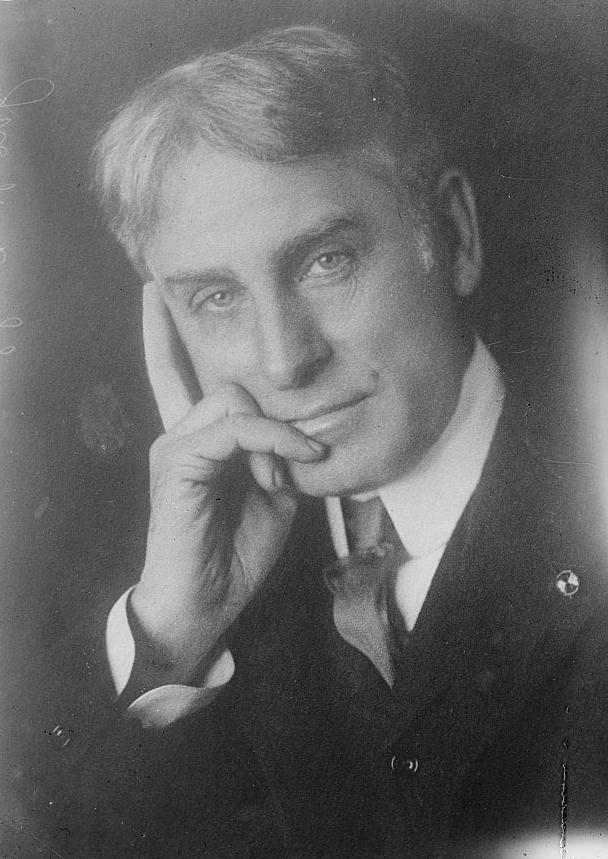
John W. Griggs

John William Griggs (* 10. Juli 1849 in Newton, New Jersey; † 28. November 1927 in Paterson, New Jersey) war ein US-amerikanischer Jurist, Politiker, Gouverneur von New Jersey und US-Justizminister (Attorney General).

## Studium und berufliche Laufbahn
Griggs absolvierte nach einem allgemein bildenden Studium am Lafayette College, das er 1868 mit einem Bachelor of Arts (B.A.) beendete, ein Studium der Rechtswissenschaften. Nach dessen Abschluss gründete er 1871 mit Socrates Tuttle, dem Schwiegersohn des späteren US-Vizepräsidenten Garret Hobart, eine Kanzlei. Anschließend übte er einige Jahre die Tätigkeit eines Rechtsanwalts aus. Zwischen 1877 und 1879 war er zunächst Rechtsanwalt in Paterson, ehe er 1879 von 1882 als Justiziar dieser Stadt amtierte.
Das Angebot des von 1889 bis 1893 amtierenden Präsidenten Benjamin Harrison zur Übernahme des Richteramtes am United States Supreme Court lehnte er ebenso ab wie das Amt eines Richters am Supreme Court of New Jersey.
Neben seiner späteren Tätigkeit als Richter in Den Haag war er auch weiterhin als Rechtsanwalt in New York City tätig. Ferner war er Präsident der Marconi Wireless Telegraph Company. Während dieser Tätigkeit erhielt die Firma 1912 einen Auftrag der britischen Regierung zum Aufbau von Funkstationen im weitverstreuten britischen Kolonialreich. Hierüber kam es zu einem politischen Marconi-Skandal, da Regierungsmitglieder beschuldigt wurden, durch Aktiengeschäfte von dem stark anziehenden Kurs profitiert zu haben. Zum Zeitpunkt seines Todes war er Direktor und Chefrechtsberater der Radio Corporation of America (RCA).

## Politische Laufbahn

### Aufstieg zum Gouverneur von New Jersey
Griggs begann seine politische Laufbahn in der New Jersey General Assembly, der er von 1876 bis 1877 angehörte. Von 1883 bis 1888 war er Mitglied des Staatssenats, dessen Präsident er 1886 war. Als Senator vertrat er die Stadt Passaic. 1888 war er Delegierter seines Heimatstaates bei der Republican National Convention, auf der Benjamin Harrison als Präsidentschaftskandidat der Republikanischen Partei nominiert wurde.
Am 21. Januar 1896 wurde er als Nachfolger von George Theodore Werts Gouverneur von New Jersey. Dieses Amt übte er bis zu seiner Ernennung zum Justizminister aus. Griggs war der erste Gouverneur seit dem Sezessionskrieg, der der Republikanischen Partei angehörte.

### Justizminister unter Präsident McKinley und Mitglied des Ständigen Schiedshofs
Am 25. Januar 1898 berief ihn Präsident William McKinley als Attorney General in sein Kabinett. In diesem Amt wurde er Nachfolger von Joseph McKenna, der als Richter an den United States Supreme Court berufen wurde. Nach dem Ende der ersten Amtszeit McKinleys schied er am 29. März 1901 aus dem Amt des Justizministers aus.
Während seiner Amtszeit argumentierte er insbesondere gegen die damals noch übliche Verwendung von finanziellen Mitteln durch den Präsidenten, das so genannte Impoundment. Außerdem fanden zum Ende seiner Amtszeit die Verhandlungen zu mehreren Insular Cases genannten Fällen vor dem United States Supreme Court statt. Die Fälle bezogen sich im Wesentlichen auf ein zentrales Thema der Präsidentschaftswahl 1900 und der American Anti-Imperialist League, das in folgender Frage zum Ausdruck kommt: „Folgt die Verfassung der Flagge?“ (“Does the Constitution follow the flag?”). Der Supreme Court entschied kurz nach dem Ende von Griggs Amtszeit als Justizminister am 27. Mai 1901, dass die vollständigen Rechte der Verfassung nicht automatisch auf alle Gebiete unter amerikanischer Kontrolle ausgedehnt werden können.
Anschließend wurde er aufgrund seiner Erfahrung auf dem Gebiet des Internationalen Rechts eines der ersten Mitglieder am Ständigen Schiedshof in Den Haag, der auf den Haager Friedenskonferenzen von 1899 und 1907 basiert und zur friedlichen Beilegung internationaler Konflikte eingerichtet wurde. Er wirkte dort bis 1912.